# Ephoron virgo
Espèce
Ephoron virgo est une espèce d'insectes appartenant à l'ordre des éphéméroptères, ainsi nommés en raison de la courte durée de vie de ces insectes qui meurent peu après s'être reproduits.
Ephoron virgo est un des insectes jadis très prolifique sur les fleuves, rivières et certains canaux, appelé autrefois "manne" ou "manne blanche", par les pêcheurs notamment qui les utilisaient comme appât, et en raison de ses éclosions très massives et de ses mœurs crépusculaires.

## Caractéristiques physiques
- Nymphe : de 10 à 14 mm pour le corps
- Imago :
  - Ailes de couleur laiteuse
  - Corps : ♂ 10 à 13 mm, ♀ 16 à 18 mm
  - Cerques : deux cerques, de 30 à 35 mm pour le ♂, et trois cerques[1], de 12 à 15 mm pour la ♀

## Éclosions
Sur toutes les parties aval des grandes rivières européennes ou fleuves à cours plutôt lent, de juillet à septembre, toujours après le coucher du soleil.

## État des populations, pressions, menaces

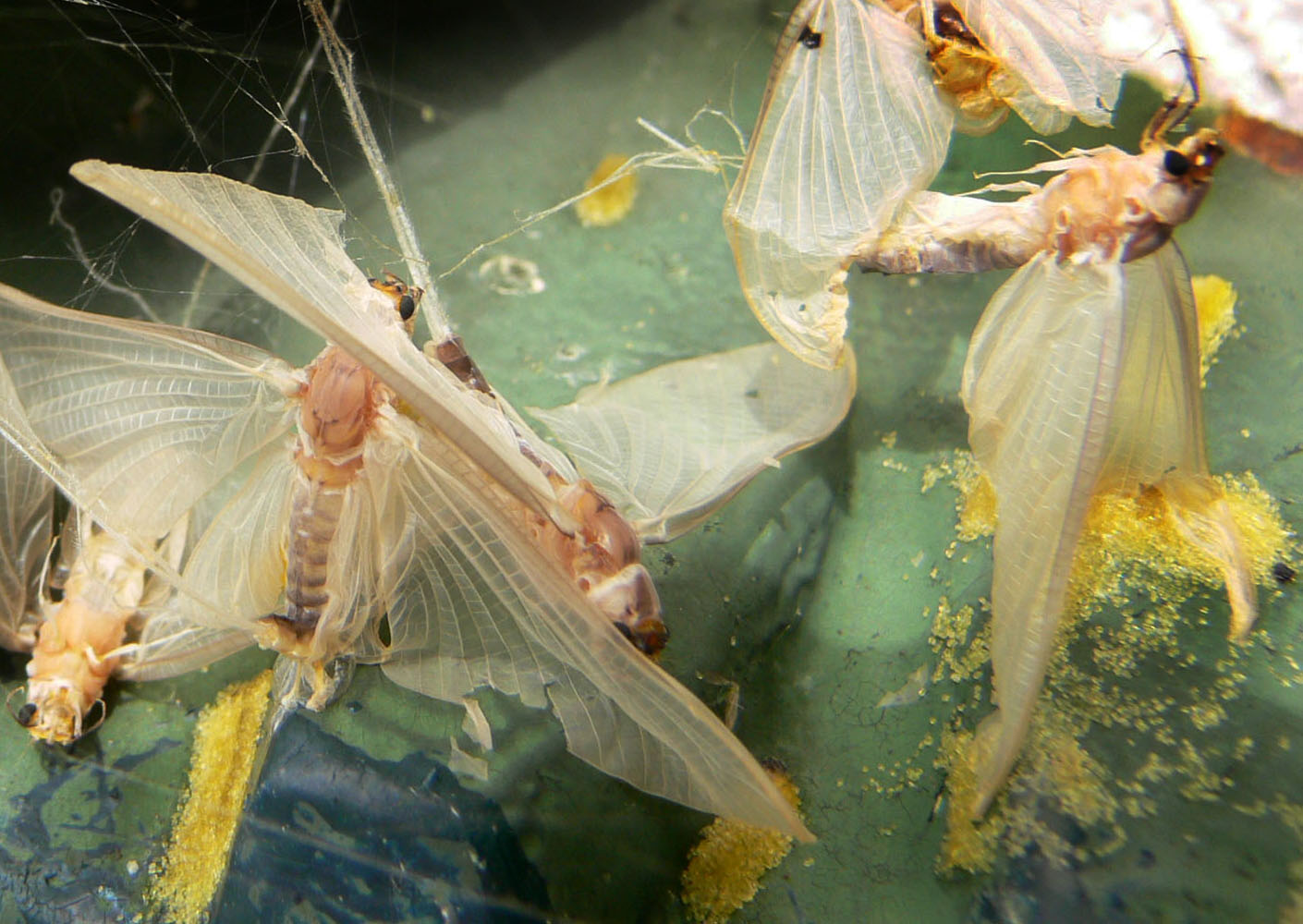
Les luminaires du Pont-canal de Briare qui enjambe la Loire attirent des millions d'insectes, dont de nombreux insectes aquatiques (Ephemeroptera notamment) qui - attirés et perturbés par la lumière artificielle - viennent pondre sur la peinture de fûts de ces luminaires et s'y font piéger par les araignées et d'autres prédateurs qui profitent de cette "aubaine" alimentaire

De nombreux insectes aquatiques, tels qu'Ephoron virgo détectent la polarisation de la lumière, ce qui semble notamment leur servir à détecter les surfaces des eaux. Cette animation montre la différence d'apparence d'une surface éclairée, selon la position d'un filtre polarisant interceptant la lumière réfléchie (« détectée » ou non)

Cette espèce est en forte régression et semble avoir disparu d'une grande partie de son aire naturelle de répartition.

On ne la trouve plus en grande quantité (« mannes blanches ») qu'exceptionnellement et sur les parties sauvages de certaines rivières et grands fleuves (Loire en France par exemple).
Dotée d'une vision sensible à la polarisation de la lumière, elle est aussi particulièrement vulnérable à la pollution lumineuse et à la pollution par la lumière polarisée. Elle est fortement attirée par les luminaires de l'éclairage public (ou privé) qui constituent pour elle un piège écologique. Là où cette espèce est encore abondante, on peut même observer un tapis d'insectes en train de pondre sur le macadam éclairé par les luminaires et des nuées de ces insectes autour des lampes. Le matin le sol est couvert de cadavres d'insectes.